# Кордоба, Рауль
Рау́ль Ко́рдоба Алькала́ (исп. Raúl Córdoba Alcalá, 13 марта 1924, Гвадалахара — 17 мая 2017, Леон-де-лос-Альдама) — мексиканский футболист, вратарь. В 1940—1950-е годы выступал за клубы «Оро», «Атлас» и «Толука». В составе сборной Мексики принял участие в чемпионате мира 1950 года в Бразилии.

## Биография
Рауль Кордоба начинал карьеру в команде «Сан-Себастьян» из Леона, основанной в 1944 году. В 1947 году стал игроком «Оро» (Гвадалахара) и в первом же сезоне помог своей команде занять второе место в чемпионате Мексики, причём его команда набрала одинаковое количество очков с будущим чемпионом, и уступила «Леону» лишь в переигровке «золотого матча» со счётом 0:2 (первый матч завершился вничью 0:0).
В 1950 году Кордоба перешёл в «Атлас». Он помог своей новой команде завоевать два трофея «Чемпион чемпионов», а в сезоне 1950/51 — выиграть первый титул чемпионов страны в истории клуба (по состоянию на 2018 год — единственный).
С 1952 по 1959 год Рауль Кордоба выступал за «Толуку», где и завершил карьеру футболиста. В сезоне 1952/53 помог команде выиграть Второй дивизион и выйти в элиту, а в 1956 году завоевал Кубок Мексики.
За сборную Мексики Рауль Кордоба дебютировал 4 сентября 1949 года в матче отборочного турнира к чемпионату мира 1950 года против сборной США. Мексиканцы разгромили соперников со счётом 6:0. Затем, 11 сентября, он вновь отстоял свои ворота «на ноль» в матче ОЧМ против Кубы, который «трёхцветные» также выиграли — 2:0. Непосредственно перед чемпионатом мира в Бразилии Кордоба сыграл в двух матчах против второй сборной Испании, которые не считаются ФИФА официальными. Последнюю игру за сборную Кордоба провёл 10 апреля 1952 года. В рамках Панамериканского чемпионата в Сантьяго мексиканцы обыграли сборную Панамы со счётом 4:2.

## Титулы и достижения
- Чемпион Мексики (1): 1950/51
- Вице-чемпион Мексики (1): 1946/47
- Чемпион Второго дивизиона Мексики (1): 1952/53
- Обладатель Кубка Мексики (1): 1956
- Обладатель трофея Чемпион чемпионов (2): 1950, 1951